# Red Bull GmbH
Red Bull GmbH és una companyia austríaca que comercialitza la beguda energètica «Red Bull». El 2014 se'n van vendre 5.612.000 de llaunes. Amb 10.410 empleats en 167 països, el 2010 la companyia va tenir uns ingressos de 4.253 milions d'euros. La seu principal de l'empresa és a Fuschl am See, Àustria.
El fundador de la companyia és Dietrich Mateschitz, un empresari austríac. Mateschitz era director de màrqueting internacional de la companyia Blendax, empresa alemanya productor de pasta de dents, quan el 1982 va visitar Tailàndia i va descobrir que Krating Daeng, una beguda energètica tailandesa d'origen japonès, ajudava per a suportar el jet-lag. Entre 1984 i 1987, Mateschitz va treballar amb TC Pharmaceutical (un llicenciatari de Blendax) per adaptar Kratins Daeng als gustos europeus. En aquest període Mateschitz i Chaleo Yoovidhya, propietari de Krating Daeng, van fundar Red Bull GmbH. Ambdós van invertir 500.000 $ i participen en l'empresa en un 49%; es va acordar que seria Mateschitz qui dirigiria l'empresa.
Red Bull GmbH va llançar la versió austríaca de Red Bull el 1987. És una beguda carbonatada i menys dolça que la recepta original tailandesa. La marca es va expandir per tot Europa durant la dècada de 1990, i va expandir-se al mercat dels Estats Units des de 1997, captant el 75% del mercat en un any. La riquesa dels fundadors de Red Bull va créixer amb l'èxit de la companyia, i al març de 2012, tant Chaleo i Mateschitz havien estimat valors nets de més de 5.300.000.000 $ cadascun. Actualment, Red Bull GmbH opera a 167 països i dona feina a més de 10.000 persones. El producte estrella, Red Bull, el 2012 era la beguda energètica més venuda del món amb 5,2 milions de llaunes.